# Lasse Mårtenson
Lars Anders Fredrik (Lasse) Mårtenson, född 24 september 1934 i Helsingfors, död 14 maj 2016 i Esbo, var en finlandssvensk kompositör och sångare. Han var son till Elis Mårtenson och gift med Siw Malmkvist 1963–1969.

## Biografi
Mårtenson växte upp i ett högmusikaliskt hem; fadern var organist och modern Eini, född Stenfeldt, var sångpedagog. Under fortsättningskriget sändes han som krigsbarn till Helgerums slott i Sverige, men återbördades till Helsingfors 1943. Som ung ägnade sig Mårtenson åt jazz och vann bland annat jazzpianopriset i den nordiska tävlingen Ungdom med ton år 1952. Han utbildade sig till reklamtecknare.
Mårtenson deltog i Eurovision Song Contest två gånger, 1964 som både artist och kompositör till "Laiskotellen" och 1967 som kompositör till "Varjoon – suojaan", framförd av Fredi.

En av Mårtensons mest kända kompositioner är ledmotivet till TV-serien Stormskärs Maja. I sin självbiografi Vågspel: Såsom jag vill minnas beskriver han sitt livsöde.

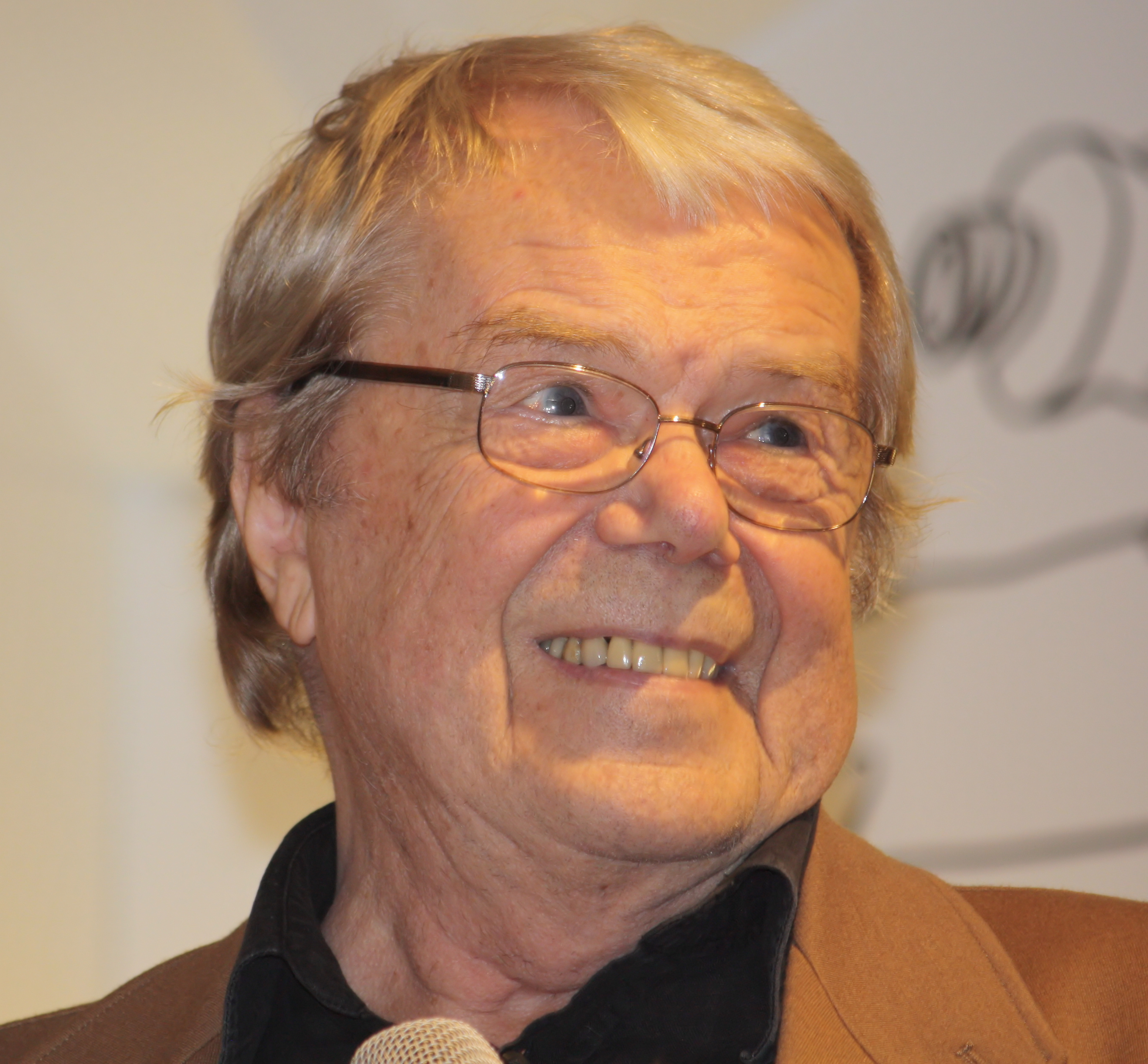
Lasse Mårtenson på Konstens natt i Helsingfors 2013.

## Studioalbum
- Lasse Mårtenson (Sävel 1965, SÄLP 629)
- Lasse (RCA Victor 1966, LPM 10071)
- Voiko sen sanoa toisinkin (Metronome 1968, MLP 15265)
- Kristina & Lasse (Scandia 1968, SLP 523)
- Lasse Mårtenson (RCA Victor 1970, LSP 10324)
- Lasse Mårtenson (Scandia 1970, HSLP 121)
- Lasse Mårtenson / Esko Linnavallin orkesteri: Kesäuni (RCA Victor 1971, LSP 10339)
- Lasse Mårtenson laulaa (RCA Victor 1977, YFPL 1-849)
- Skärgård – saaristo – Archipelago & Myrskyluodon Maija (Kompass 1977, KOLP 1)
- Lasse Mårtenson / Purema: Elämänmeno (Kompass 1978, KOLP 12)
- Yö meren rannalla (K-tel 1980, NS 4104)
- Lasse Mårtenson & Kuurojen liitto (K-tel 1981, LM-7014)
- Visor från skären och sjön (Scandia 1982, SLP 688)
- Instrumental (Metronome 1985, MLLP 3203)
- Kaikki paitsi purjehdus on turhaa (Scandia 1988, SLP 720)
- Karita Mattila & Lasse Mårtenson: Lauluja merelle (Ondine 1997, ODE 907-2)